# Paignton (stacja kolejowa)

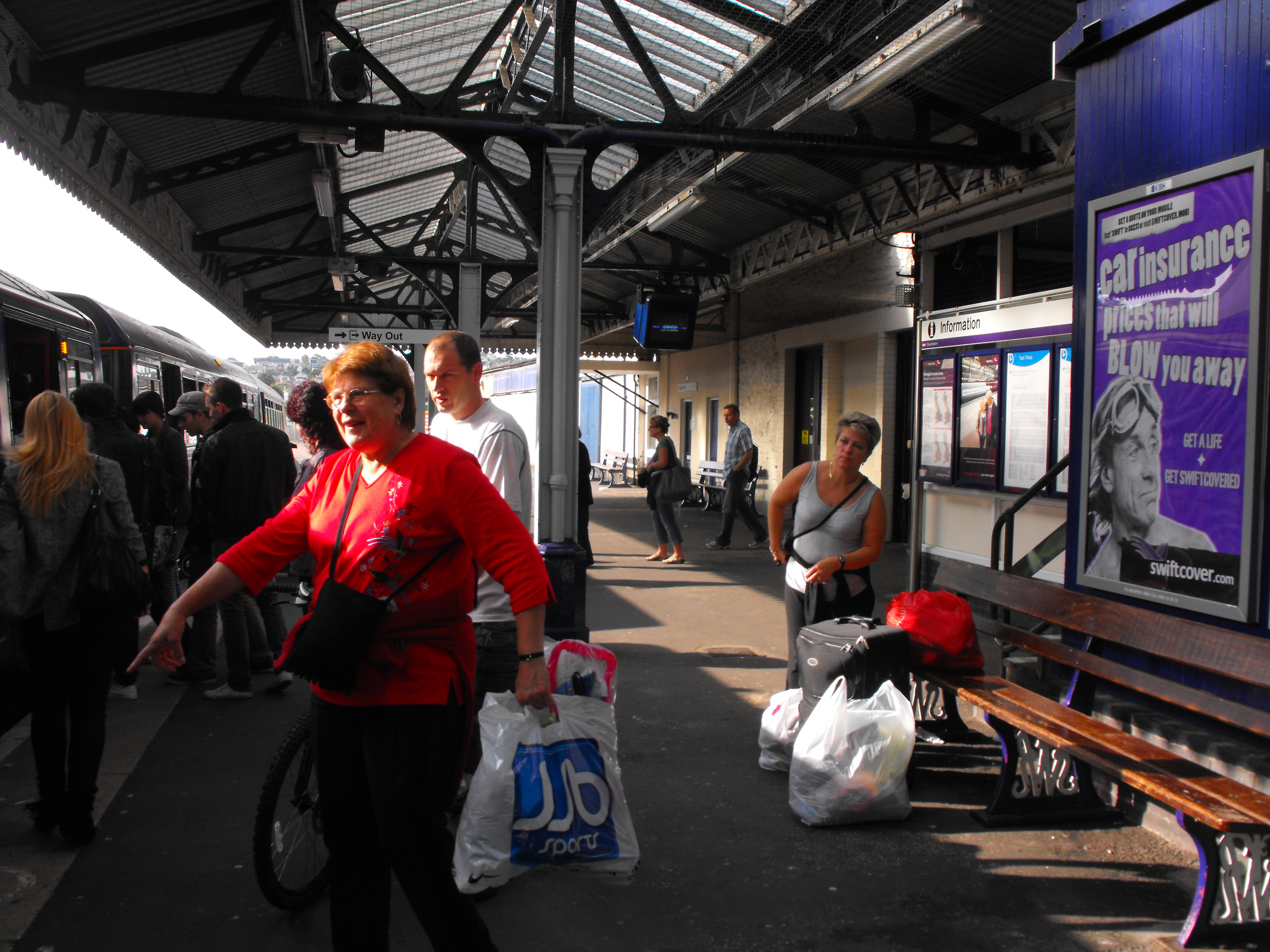
Część stacji obsługująca połączenia parowe z Kingswear

Paignton – końcowa stacja kolejowa w mieście Paignton, w brytyjskim hrabstwie Devon na linii Riviera Line między Newton Abbot – Paignton oraz stacja początkowa zabytkowej kolei parowej do Kingswear. Stacja bez trakcji elektrycznej, obsługuje ruch podmiejski oraz dalekobieżny, w tym pociągi ekspresowe (HST).

## Ruch pasażerski
Stacja w Paignton obsługuje ok. 577 996 pasażerów rocznie (dane za rok 2021/2022). Posiada bezpośrednie połączenia z następującymi większymi miejscowościami: Bristol, Londyn, Newton Abbot, Exeter. Obsługuje również zabytkową linię trakcji parowej do Kingswear (lewobrzeżne przedmieście Dartmouth). 

## Obsługa pasażerów
Kasy biletowe, automaty biletowe, wózki peronowe, kiosk, WC, bar, poczekalnia, przystanek autobusowy, postój taksówek.

## Historia
Stacja została wybudowana w roku 1859, początkowo jako końcowa; dwa lata później trasę wydłużono do Brixham a następnie do Kingswear. Początkowo obsługiwała kolej szerokotorową, w roku 1892 została dostosowana do potrzeb kolei normalnotorowej. Przebudowie i modernizacji stacji zaszkodził wybuch II wojny światowej. W 1972 roku na mocy Beeching Axe – planu redukcji kolei brytyjskich – linię kolejową Paignton – Kingswear sprzedano spółce "Dart Valley Railway", która w starej lokomotywowni za peronem II otworzyła niezależną stację obsługującą połączenie parowe do Kingswear. W roku 1993 wyburzono stary budynek dworcowy, istniejący od lat 30. Obecnie stacja składa się z dwóch niezależnych części, obsługiwanych przez niezależnych od siebie operatorów.